# أثباوية
القبيلة الأثباوية (الاسم العلمي: Eragrostideae) قبيلة نباتية تتبع الفصيلة النجيلية من رتبة القبئيات. تضم ثلاثة عشر جنسًا على الأقل.

## أجناس
- أثب